# 島武意海岸

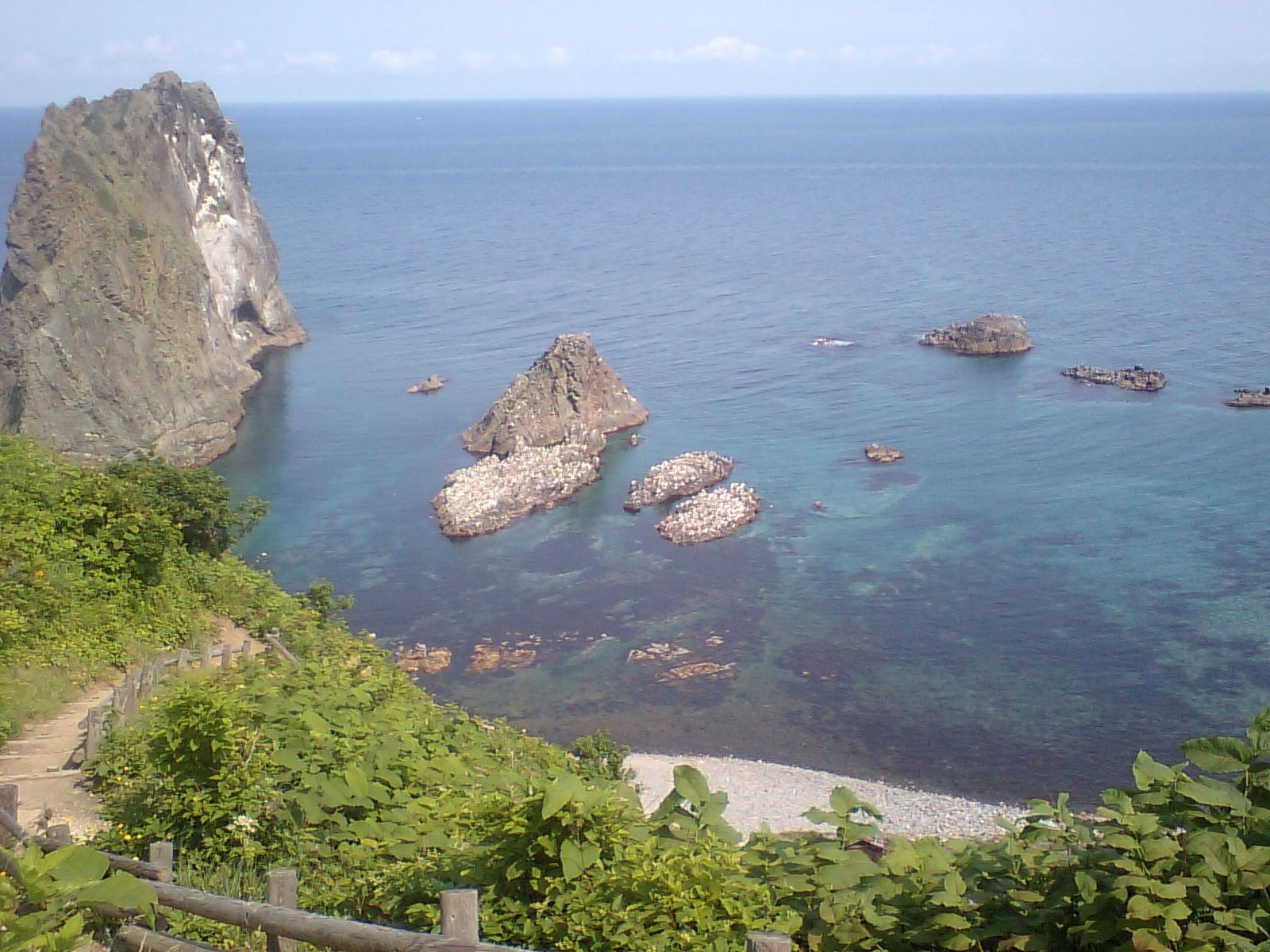
西側の海岸。展望台より望む。左端が屏風岩

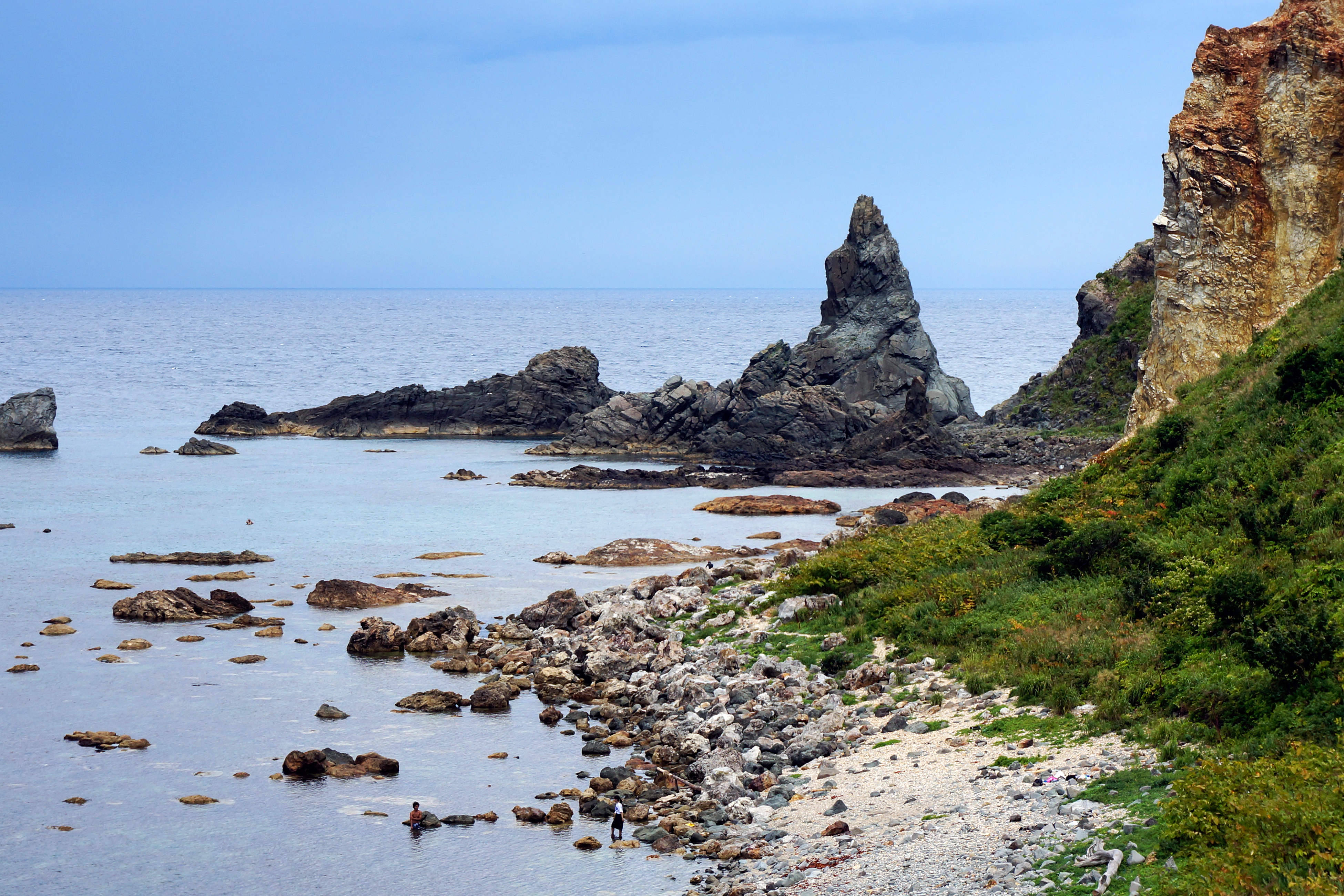
東側の海岸

島武意海岸（しまむいかいがん）は、北海道積丹町出岬町にある日本海に面した海岸。日本の渚百選に選ばれている。

## 概要
積丹岬周辺は断崖絶壁が連続しており、唯一波打ち際まで下りられる海岸である。ニシンを丘に運ぶために掘削されたトンネルが残っており、そのトンネルを抜けたところに位置する。カモメやオオワシなどの鳥類のほか、冬季にはアザラシも観察できる。
1964年公開の映画『ジャコ万と鉄』（深作欣二監督、高倉健主演）のロケ地になった。

## 交通
- バス

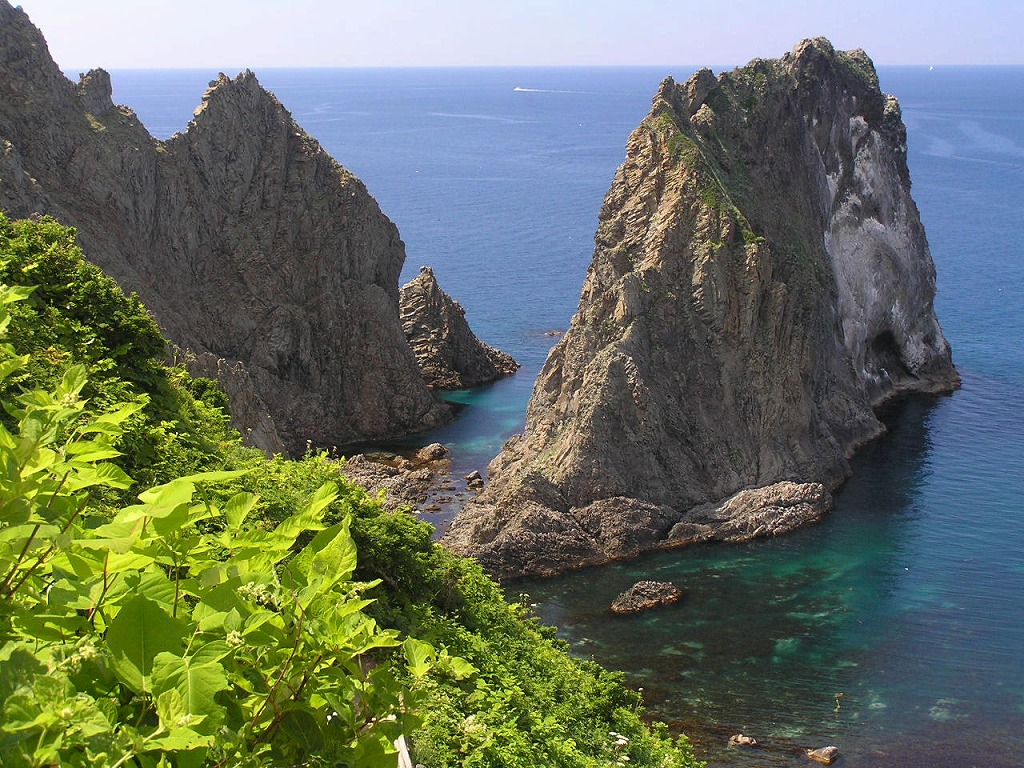
間近に見る屏風岩

  - JR函館本線小樽駅・余市駅より北海道中央バス「積丹線」または「高速しゃこたん号」に乗車。終点美国で下車。美国から「積丹町生活交通バス」（予約制）に乗り換えて「島武意海岸入口」下車。停留所より徒歩15分程度。
- 自動車
  - 北海道道913号野塚婦美線積丹岬キャンプ場そば（無料駐車場あり）